# NGC 6379
NGC 6379 ist eine 13,1 mag helle Spiralgalaxie vom Hubble-Typ Sc im Sternbild Herkules. Sie ist schätzungsweise 273 Millionen Lichtjahre von der Milchstraße entfernt und hat einen Durchmesser von etwa 90.000 Lj.
Das Objekt wurde am 15. Mai 1864 von Albert Marth entdeckt.